# 포르쉐 마칸
포르쉐 마칸(Porsche Macan)은 독일의 고급 스포츠카 브랜드인 포르쉐의 소형 SUV로, 차명인 마칸은 인도네시아어로 호랑이를 뜻한다. 대한민국에는 2014년 5월부터 정식 수입되었다.

## 개요
2013년에 개최된 LA 오토쇼와 도쿄 모터쇼에서 공개되었고, 이듬해인 2014년 2월부터 판매에 들어갔다. 아우디 Q5와 플랫폼을 공유하며, 휠과 서스펜션 구성은 아우디의 것을 따르는 대신 엔진과 서스펜션 튜닝, 인테리어 등은 포르쉐에서 맡았다. 아우디로부터 가져온 직렬 4기통 2.0L 237마력 트윈 터보, V6 3.0L 340마력 트윈 터보, V6 3.6L 400마력 트윈 터보 등 3가지의 가솔린 엔진과 V6 3.0L 258마력 트윈 터보 등 1가지의 디젤 엔진까지 총 4가지 엔진 라인업을 갖추었으며, 여기에 7단 PDK 변속기가 조합된다.
| 구분                 | 2.0L 가솔린 트윈 터보          | V6 3.0L 디젤 터보                | V6 3.0L 가솔린 트윈 터보      | V6 3.6L 가솔린 트윈 터보      |
| -------------------- | ------------------------------ | -------------------------------- | ----------------------------- | ----------------------------- |
| 전장 (mm)            | 4,681                          | 4,681                            | 4,681                         | 4,699                         |
| 전폭 (mm)            | 1,923                          | 1,923                            | 1,923                         | 1,923                         |
| 전고 (mm)            | 1,624                          | 1,624                            | 1,624                         | 1,624                         |
| 축거 (mm)            | 2,807                          | 2,807                            | 2,807                         | 2,807                         |
| 승차 정원            | 5명                            | 5명                              | 5명                           | 5명                           |
| 변속기               | 7단 PDK                        | 7단 PDK                          | 7단 PDK                       | 7단 PDK                       |
| 서스펜션 (전/후)     | 더블 위시본/멀티 링크          | 더블 위시본/멀티 링크            | 더블 위시본/멀티 링크         | 더블 위시본/멀티 링크         |
| 구동 형식            | 4륜 구동                       | 4륜 구동                         | 4륜 구동                      | 4륜 구동                      |
| 연료                 | 가솔린                         | 디젤                             | 가솔린                        | 가솔린                        |
| 배기량 (cc)          | 1,984                          | 2,967                            | 2,997                         | 3,604                         |
| 최고 출력 (ps/rpm)   | 237/5,000~6,800                | 258/4,000~4,250                  | 340/5,500~6,500               | 400/6,000                     |
| 최대 토크 (kg*m/rpm) | 35.7/1,500~4,500               | 59.1/1,750~2,500                 | 46.9/1,450~5,000              | 56.1/1,350~4,500              |
| 연비 (km/L)          | 8.9(복합)/10.5(고속)/8.0(도심) | 11.6(복합)/13.4(고속)/10.5(도심) | 7.3(복합)/8.9(고속)/6.3(도심) | 7.2(복합)/8.9(고속)/6.3(도심) |

## 사진

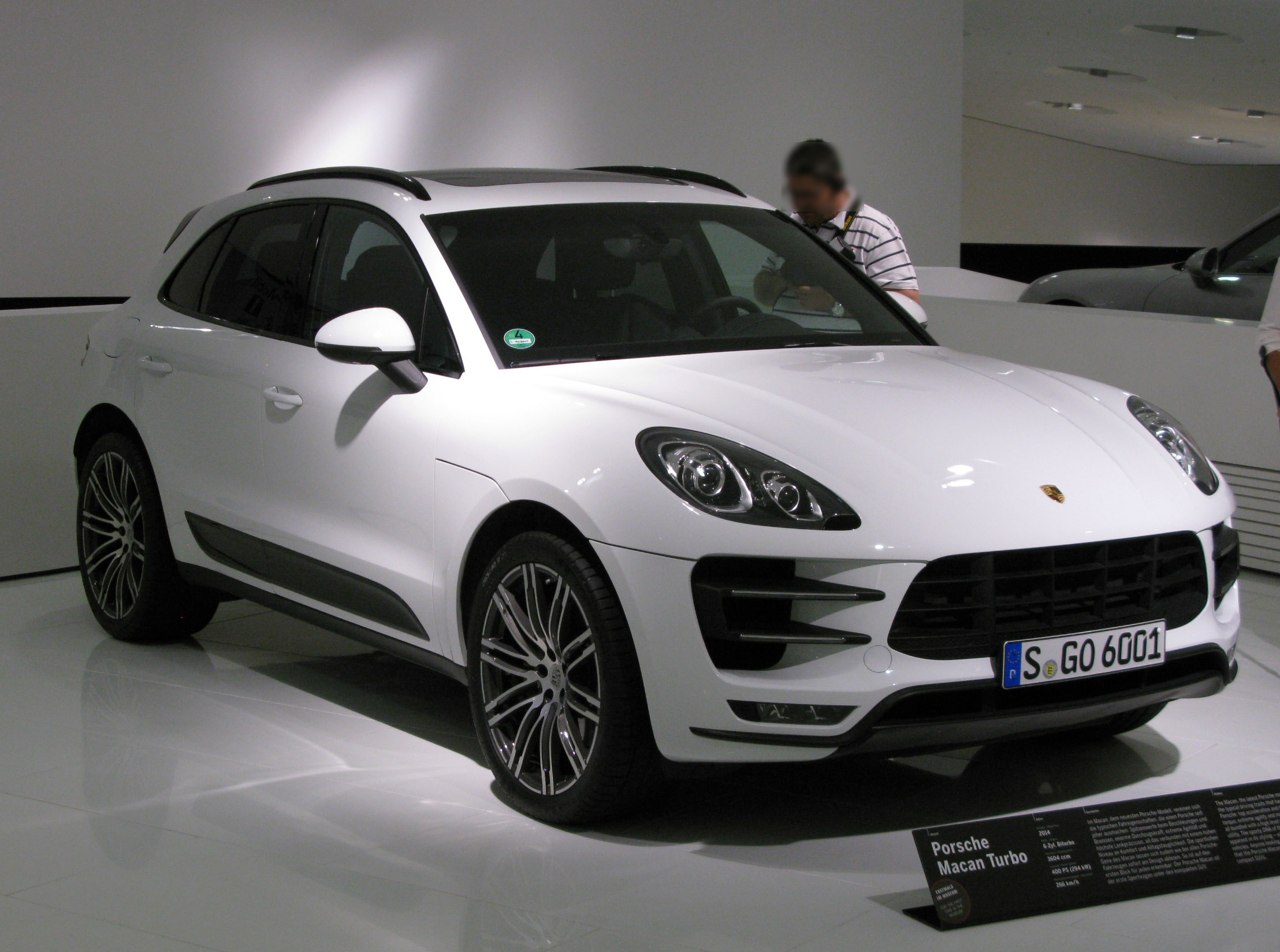
포르쉐 마칸 정측면
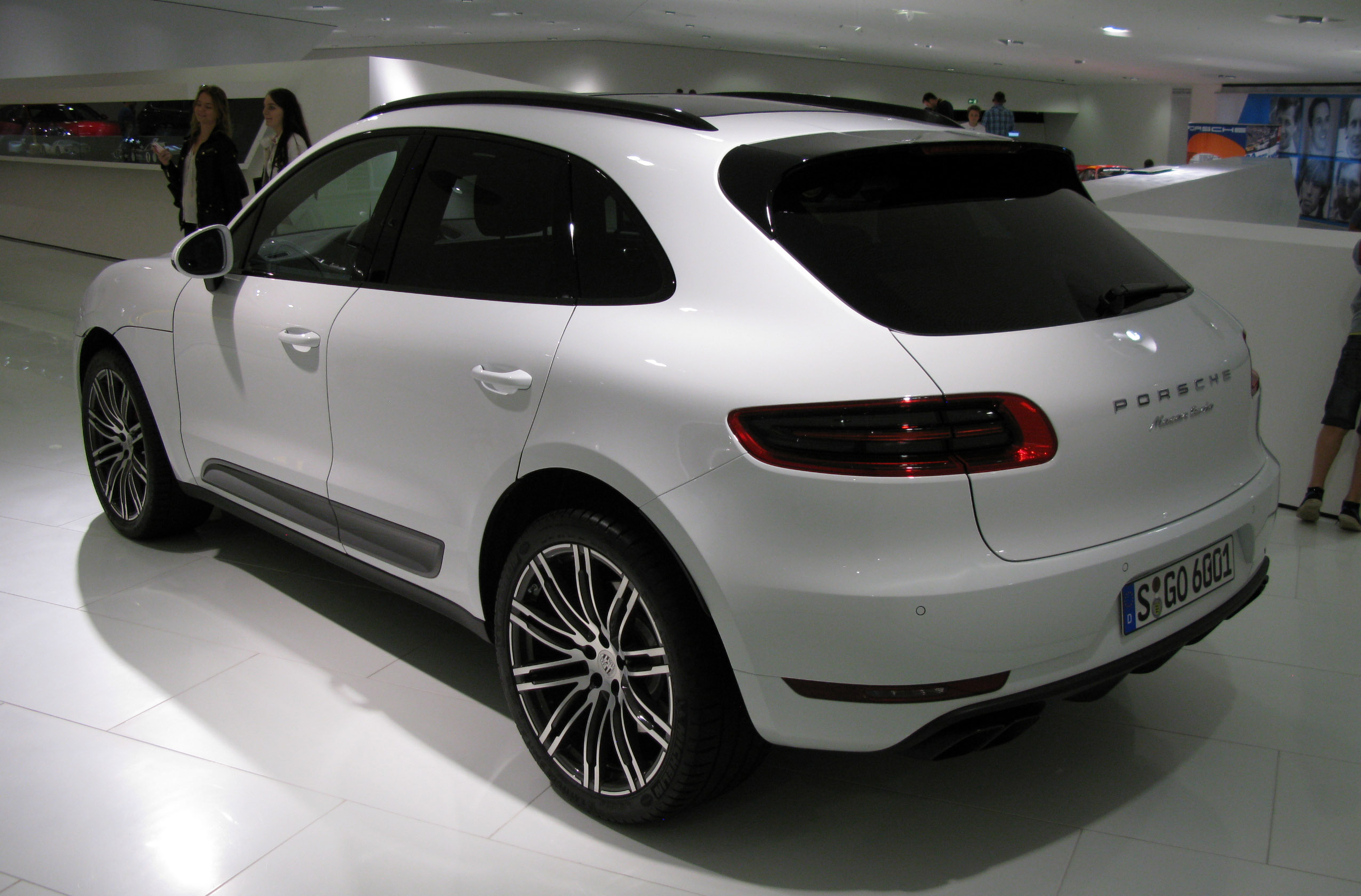
포르쉐 마칸 후측면
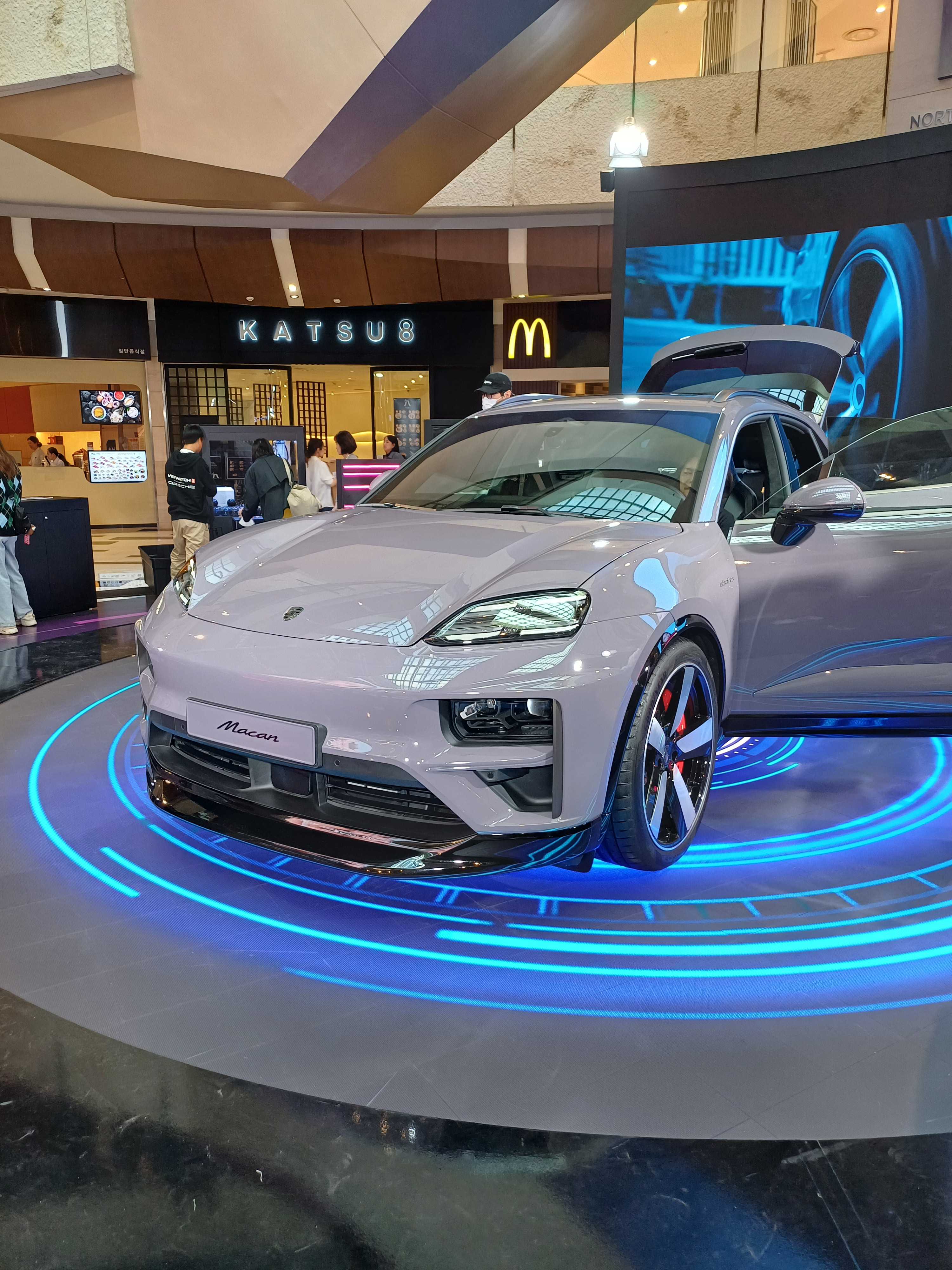
포르쉐 마칸 정면(2세대)
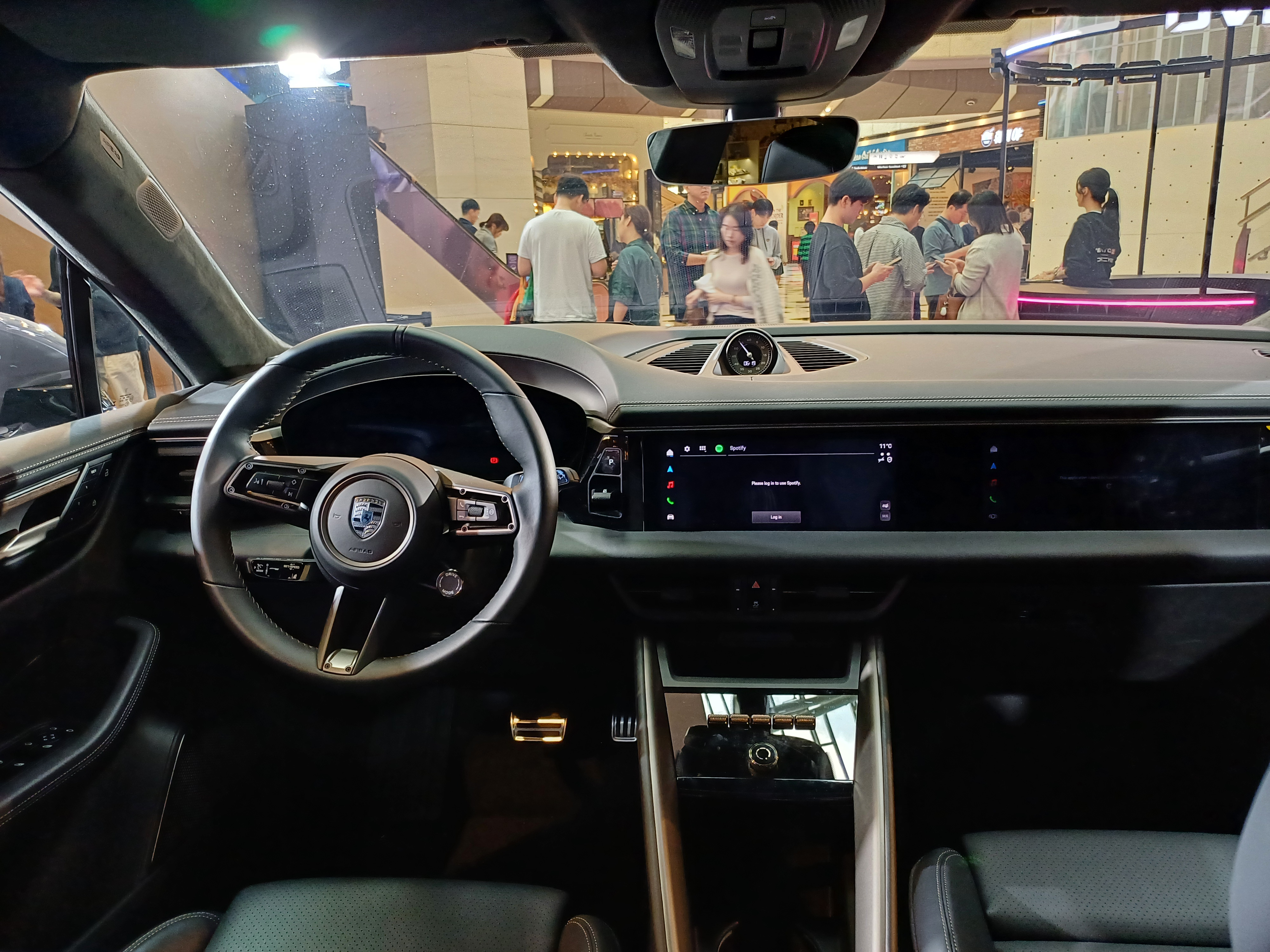
내부(2세대)